# Шух, Жерсон
Жерсон Албино Шух (порт. Gérson Albino Schuch; род. 22 января 1946, Санта-Мария, Риу-Гранди-ду-Сул) — бразильский волейболист, универсал. Участник летних Олимпийских игр 1968 года, серебряный призёр Панамериканских игр 1967 года, двукратный чемпион Южной Америки 1969 и 1973 годов.

## Биография
Жерсон Шух родился 22 января 1946 года в бразильском городе Санта-Мария в штате Риу-Гранди-ду-Сул.
Играл в волейбол на нескольких позициях.
В 1967 году в составе сборной Бразилии завоевал серебряную медаль волейбольного турнира Панамериканских игр в Виннипеге.
В 1968 году вошёл в состав сборной Бразилии по волейболу на летних Олимпийских играх в Мехико, занявшей 9-е место. Провёл 9 матчей, набрал 31,8 очка (8,5 в матче со сборной США, 7,5 — с Чехословакией, 6 — с Мексикой, 3 — с Болгарией, 2,5 — с ГДР, по 2 — с Польшей и Японией, 0,3 — с СССР).
Дважды выигрывал золотые медали чемпионата Южной Америки: в 1969 году в Каракасе и в 1973 году в Букараманге.